# Zalesin
Zalesin (niem. Salesker Strand) – uroczysko - dawna miejscowość śródleśna w Polsce położona w województwie pomorskim, w powiecie słupskim, w gminie Ustka.
Miejscowość leżała na zachód od miasta Ustka. Jedyną zachowaną pozostałością po osadzie jest miejscowy cmentarz leżący na północny wschód od dawnej osady, na którym poza centralnie usytuowanym pomnikiem można znaleźć resztki grobów dawnych mieszkańców.
W latach 1975–1998 miejscowość administracyjnie należała do województwa słupskiego.